# Karl Blume (Politiker)
Karl Blume (* 18. Juli 1888 in Heppen; † 8. Dezember 1975 ebenda) war ein deutscher Kommunalpolitiker und ehrenamtlicher Landrat (CDU).

## Leben und Beruf
Nach dem Schulbesuch absolvierte Blume eine Landwirtschaftslehre und war von 1910 bis 1975 als Landwirt tätig. Blume war verheiratet und hatte drei Kinder.
Mitglied des Kreistages des Landkreises Soest war er von 1948 bis 1964. Vom 27. November 1950 bis zum 16. Oktober 1964 war Blume ununterbrochen Landrat des Kreises. Außerdem war er zeitweise Bürgermeister der Gemeinde Heppen und gehörte verschiedenen Gremien des Landkreistages NRW an.

## Sonstiges
Am 18. Juli 1958 wurde Blume das Bundesverdienstkreuz I. Klasse verliehen.